# Nieuw-Spanje
Nieuw-Spanje (Spaans: Nueva España) was een vicekoninkrijk van Spanje. Het werd ingericht in 1530, een aantal jaren na de verovering van Tenochtitlan door Hernán Cortés, en het hield op te bestaan toen Mexico in 1821 zijn onafhankelijkheid kreeg (door Spanje erkend in 1836). De hoofdstad van het vicekoninkrijk was gevestigd in Mexico-Stad. Nieuw-Spanje werd bestuurd eerst door een gouverneur (1521-1535), daarna door een onderkoning, die door de koning van Spanje werd aangewezen. Zie lijst van onderkoningen van Nieuw-Spanje voor een overzicht.
Nieuw-Spanje strekte zich uit van het hedendaagse Costa Rica tot aan de noordelijke grens van Spanjes bezit in de Amerika's, die gedurende de tijd naar het noorden opschoof tot ver in wat tegenwoordig de Verenigde Staten is. Ook de Filipijnen en de Spaanse koloniën in het Caraïbisch gebied vielen onder Nieuw-Spanje, maar opereerden in de praktijk grotendeels onafhankelijk.

## Geschiedenis

### Verovering
Hoewel een aantal eerdere expedities de Mexicaanse kusten al hadden aangedaan, begon de verovering op 22 april 1519 toen Hernán Cortés nabij Veracruz aanlandde. Hij trok op naar de Azteekse hoofdstad Tenochtitlan, waar hij eerst vriendelijk ontvangen maar daarna verdreven werd. Hij sloeg een beleg op, en Tenochtitlan viel in september 1521, waarmee 300 jaar van Spaanse overheersing begon. In de jaren die daarop volgden werd het Spaanse gebied gestaag uitgebreid. Nuno Beltrán de Guzmán veroverde Jalisco en Michoacán, Francisco Hernández de Córdoba veroverde Nicaragua en Francisco de Montejo begon aan de verovering van Yucatán. Het zou echter nog 150 jaar duren voordat Yucatán geheel werd veroverd, en ook aan de noordgrens maakten de Spanjaarden maar langzaam vorderingen, gedurende de lang slepende en bloederige Chichimekenoorlogen.

### De rol van epidemieën
Een van de vele  verschillende redenen waarom de indiaanse rijken zo snel ineenstortten waren de ziekten die de Spanjaarden met zich meebrachten. Inwoners van de Oude Wereld hadden gedurende duizenden jaren een resistentie opgebouwd tegen ziekten die van vee op de mens waren overgesprongen. Aangezien men in Amerika dergelijke dieren niet kende, was de weerstand van de lokale bevolking ook niet bestand tegen deze ziekten. De eerste epidemie (pokken) brak uit in 1520 en halveerde de Azteekse bevolking. Deze epidemie werd gevolgd door griep, mazelen en cocoliztli (1545–1548, 1576-1578) (waarschijnlijk de pest). Van de 25,2 miljoen inwoners die Mexico naar schatting in 1520 had, waren er in 1623 nog slechts 0,7 miljoen over, ofwel een bevolkingsdaling van 97% in een eeuw tijd. Pas rond 1950 bereikte Mexico weer het bevolkingsniveau van 1520. 
Het is echter veel genuanceerder. De pest heeft nooit haar intrede gedaan in Nieuw-Spanje, en er zijn voorbeelden van eilanden zoals de Bahama's waar de eerste golf van ziektes pas in 1519 een enorme daling van de inheemse bevolking veroorzaakte. Dat is ruim 27 jaar later dan wanneer de eerste Spanjaarden er aankwamen. Daarnaast waren de Spaanse schepen zeer streng in het niet toelaten van zieken of besmette personen aan boord. Wanneer dit uitzonderlijk wel gebeurde, is het meest waarschijnlijk dat door de incubatietijd van deze ziektes, de zieke al overleden of genezen was. Dit betekent dus dat die persoon de ziekte niet meer kon krijgen en, nog belangrijker, niet kon doorgeven.
Grotere invloed van de encomiena. 

### Mexico onder Spaanse overheersing
Het Vicekoninkrijk Nieuw-Spanje was van alle Spaanse koloniën de belangrijkste inkomstenbron voor Spanje, met de belangrijke zilvermijnen van Guanajuato en San Luis Potosí. Vera Cruz was de belangrijkste haven aan de Atlantische Oceaan en Acapulco was de belangrijkste haven aan de Grote Oceaan. Beide havens waren vitaal voor overzeese handel, vooral met Azië. Dit komt vooral tot uitdrukking in het Manillagaljoen, dat twee keer per jaar tussen Manilla en Acapulco voer. De goederen van Manilla werden vervolgens over land naar Vera Cruz vervoerd, en vandaar per schip samen met zilver en andere grondstoffen uit Mexico naar Cádiz in Spanje.
Deze grondstoffen leidden echter nauwelijks tot ontwikkeling in de kolonie, noch in Spanje zelf, aangezien de Spaanse overheid veel geld verspilde in talloze oorlogen tegen andere Europese landen. Bovendien ging veel edelmetaal onderweg verloren aan Engelse en Nederlandse kapers.

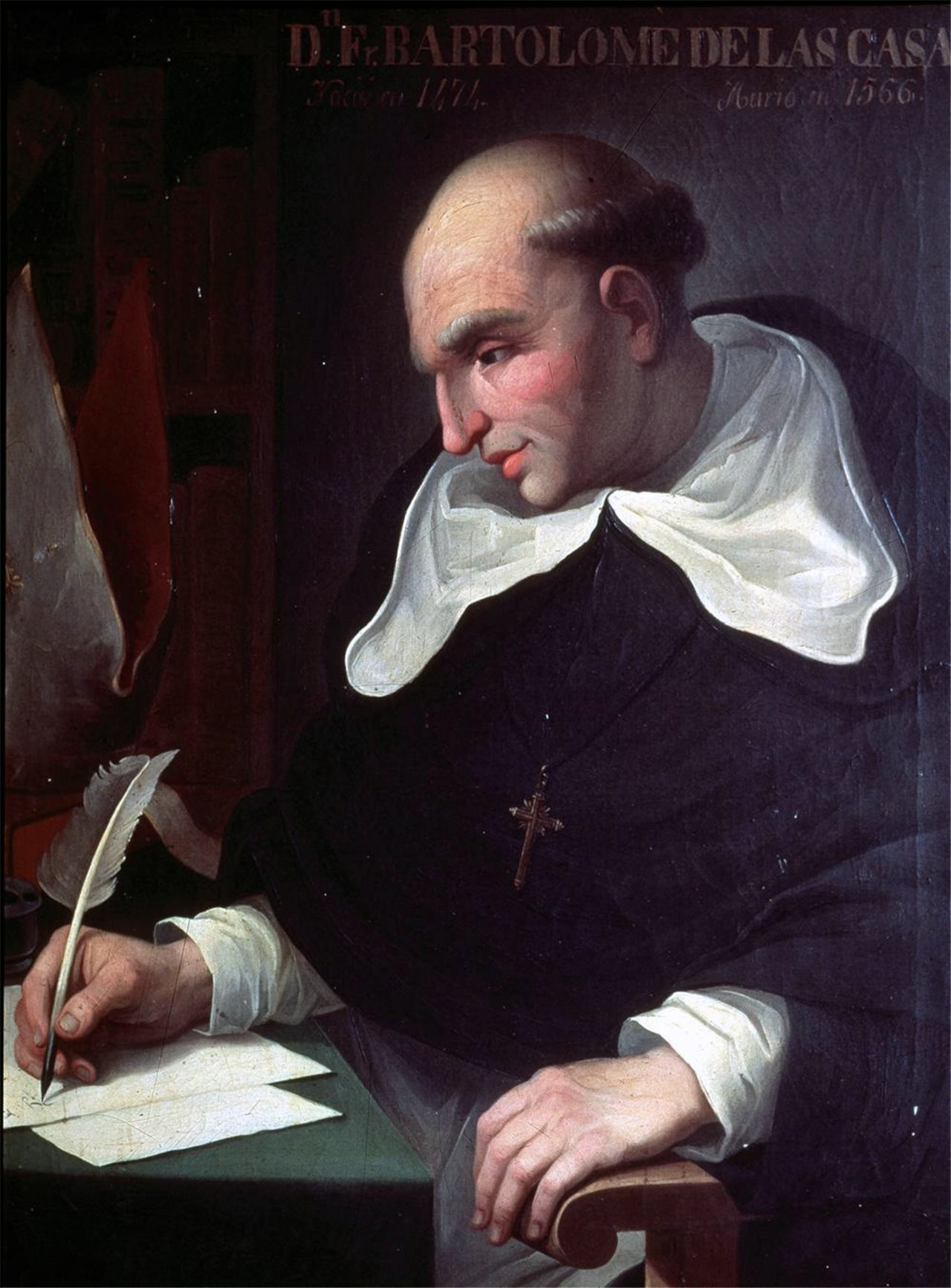
Bartolomé de Las Casas

Om de Spaanse conquistadores te betalen werden grote stukken land met de bevolking die erop woonde toegekend aan de veroveraars. Dit systeem, waarin de eigenaar van het land recht had op de opbrengst en de inheemse bevolking voor zich mocht laten werken in ruil voor hun bekering, stond bekend als encomienda. Hoewel indianen officieel als Spaanse onderdanen golden en daarom geen slaaf konden worden, kwam dit systeem in feite vaak neer op slavernij. Geschokt door de uitwassen van dit systeem stelde bisschop Bartolomé de Las Casas, een bekend pleitbezorger voor de indianen, voor slaven uit Afrika aan te voeren om de indianen te vervangen. Nadat Las Casas zag dat deze slaven zo mogelijk nog slechter behandeld werden, kwam hij hierop terug. De opbrengsten van de encomiendas en de zilvermijnen, waarin eveneens indianen en zwarten werden gedwongen te werken, financierden voor een groot deel de Spaanse contrareformatie.
De slechte behandeling van de inheemse bevolking en de ziekten vanuit Spanje zorgden zoals gezegd voor een ongekende bevolkingsdaling. De Spaanse regering proclameerde in haar koloniën een aantal wetten om de behandeling van de inheemse bevolking te verbeteren, en hen te beschermen tegen misbruik door encomenderos. Deze wetten staan bekend als de Leyes de Indias (Wetten van de Indiën).

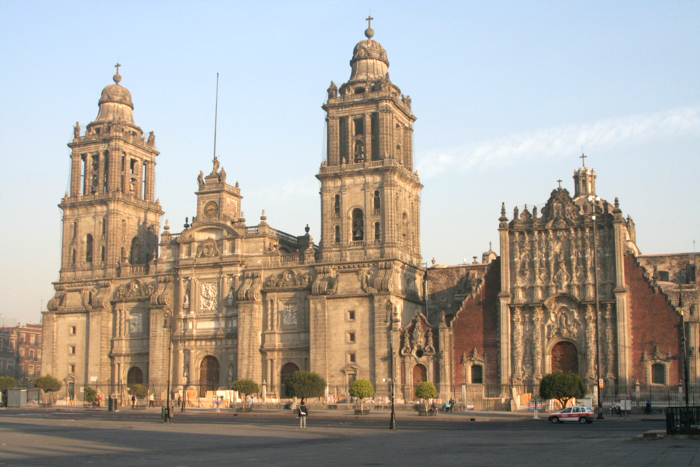
De Spanjaarden bouwden talloze barokke kerken in Nieuw-Spanje, zoals de kathedraal van Mexico-Stad.

De conquistadores brachten naast ziekten ook het rooms-katholicisme met zich mee. Vrijwel direct na de verovering werden priesters overgescheept en de bevolking werd schijnbaar snel bekeerd. Vanwege de traditie van de reconquista, de verdrijving van de islamitische Moren uit Spanje was de Katholieke Kerk praktisch een tak van de Spaanse regering. Men kwam er echter snel achter dat de inheemse bevolking de "God van de Hemelen", of "Hij waardoor wij allen leven", zoals ze de Christelijke God noemden, slechts als een van de vele goden in hun pantheon hadden opgenomen. Hierna volgde een tweede golf missionarissen, die poogden de oude geloven volledig uit te roeien, daarmee ook veel kennis van de Meso-Amerikaanse beschavingen vernietigend. Duizenden codices werden vernietigd, tempels werden afgebroken en herbouwd tot kerken. Zelfs de seksuele voorlichting van de Azteken werd opzijgeschoven en bepaalde voedingsproducten die geassocieerd werden met religie verboden. De Spaanse Inquisitie kwam naar Mexico als de Mexicaanse Inquisitie om ongerechtigheden binnen het geloof uit te wissen. In sommige gebieden werden de indianen uiteindelijk gelijk aan kinderen verklaard, en het werd hen verboden te leren lezen en schrijven, zodat ze altijd afhankelijk waren van Spanjaarden. Uiteindelijk werd vrijwel de hele bevolking bekeerd, maar het Mexicaanse katholicisme heeft nog duidelijk elementen van de Meso-Amerikaanse religies behouden. Zo wordt er in Mexico buitengewoon veel aandacht besteed aan heiligen, die dan ook als opvolgers van de oude goden worden gezien. De opvallendste en populairste heilige in Mexico is Onze-Lieve-Vrouw van Guadalupe, die in 1531 zou zijn verschenen aan Juan Diego. Zij wordt wel gezien als voortzetting van de cultus rond de Azteekse vruchtbaarheidsgodin Tonantzin.

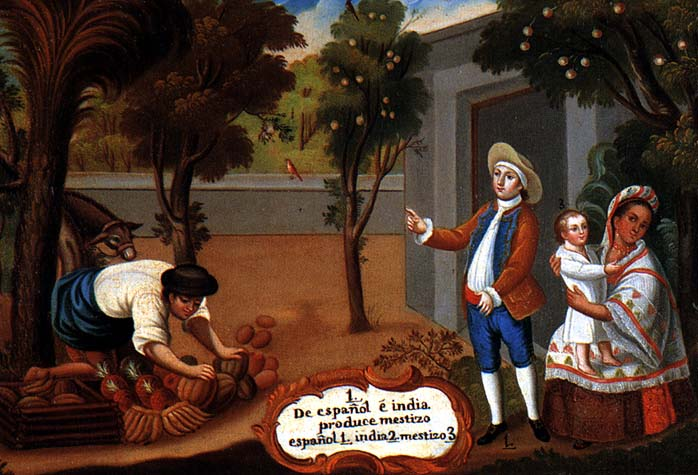
18e-eeuws schilderij met als onderschrift: Spanjaard plus indiaan geeft mesties.

De samenleving was ingedeeld in een rigide standensysteem gebaseerd op etnische afkomst, de zogenaamde castas. Bovenaan stonden de peninsulares, of Europese Spanjaarden. Dit waren de Spanjaarden die in Europa waren geboren, in de kolonie bestuursfuncties uitvoerden, en na afloop terugkeerden naar Spanje. Zij vormden minder dan een procent van de bevolking, maar hadden vrijwel alle macht in handen. Vrijwel alle onderkoningen waren peninsulares. De tweede groep werd gevormd door de creolen (criollos), of Amerikaanse Spanjaarden. Dit waren afstammelingen van kolonisten en conquistadores. Hoewel zij doorgaans de welvarendste groep waren (peninsulares mochten in de kolonie geen grond bezitten, om er zeker van te zijn dat hun loyaliteit bij Spanje bleef) waren de hoogste machtsposities voor hen in feite onbereikbaar. De criollos vormden zo'n 20% van de bevolking. De derde groep bestond uit een omvangrijke hoeveelheid mengvormen van Spanjaarden, indianen en zwarten. De voornaamste groepen waren mestiezen (blank+indiaan), mulatten (blank+zwart) en zambo's (zwart+indiaan), maar ook hiertussen bestonden mengvormen. Dit was tijdens de koloniale periode de snelst groeiende groep, bij het uitbreken van de Onafhankelijkheidsoorlog viel zo'n 20% van de bevolking hieronder. Verschillen in macht en welvaart binnen deze groep waren aanzienlijk. Gedurende de hele periode de grootste groep en de vierde op de ladder waren de indianen, zo'n 60% van de bevolking. Zij stonden net boven de slaven en vormden de armste groep. Overigens was het meer cultuur dan etniciteit dat bepaalde of een persoon indiaan was of niet; wanneer een etnisch volledige indiaan zich in een koloniale stad vestigde en zich aanpaste aan de koloniale levensstijl, werd hij doorgaans als mesties beschouwd. Buiten het systeem van de castas stonden, helemaal onderaan de maatschappelijke ladder, de slaven, bestaande uit zwarte Afrikanen. Deze groep was nooit echt groot, nauwelijks een procent van de bevolking behoorde hiertoe. In tegenstelling tot bijvoorbeeld de Verenigde Staten, waar eenieder met ook maar "een druppel niet-blank bloed" als niet-blank werd beschouwd, werd in het koloniale Mexico iedereen die voor minder dan een achtste deel niet-blank was als criollo beschouwd.
Als kunstzinnige exponenten uit de koloniale periode zijn vooral Sor Juana Inés de la Cruz en Juan Ruiz de Alarcón bekend wegens hun bijdragen aan de Spaanse literatuur, en de architecten Pedro Martínez Vázquez en Manuel Tolsá.

### Onder de Bourbons
Na de Spaanse Successieoorlog (1701-1713) werd Filips V uit het Huis Bourbon koning van Spanje. De Vrede van Utrecht (1713) bepaalde dat Nieuw-Spanje een deel bleef van het Spaanse Rijk. De Bourbonhervormingen begonnen met de oprichting van het Onderkoninkrijk Nieuw-Granada. De bedoeling was de macht van de onderkoning te verminderen.

### Einde van het vicekoninkrijk
In de 18e eeuw kwamen, ondanks pogingen van de Spaanse regering dit tegen te gaan, de ideeën van de Verlichting naar Nieuw-Spanje. Vooral de creolen voelden zich ertoe aangetrokken en eisten gelijkstelling aan de peninsulares. Tegelijkertijd zetten ze zich af tegen de Spanjaarden. Ze legden meer nadruk op de Mexicaanse kant van hun identiteit en gingen zich americanos noemen. Rond 1800 raakte Spanje betrokken bij de napoleontische oorlogen, waardoor de belastingen op de kolonie verhoogd werden. In 1808 werden in Spanje de Bourbons afgezet, en vervangen door Jozef Napoleon. Onderkoning José de Iturrigaray probeerde hierop een beperkte mate van zelfbestuur in te voeren en een liberale politiek te voeren, maar hij werd bij een staatsgreep door pro-Bourbon conservatieven afgezet. De nieuwe koloniale regering trad hardhandig op tegen elke vorm van verzet, waardoor de ontevredenheid alleen maar toenam.
In 1810, na de oproep tot onafhankelijkheid van de priester Miguel Hidalgo brak een elf jaar durende onafhankelijkheidsoorlog uit. Na veel tegenslagen wisten de opstandelingen uiteindelijk toch te zegevieren, en in 1821 werd het Mexicaanse Keizerrijk geproclameerd, dat bij het Verdrag van Córdoba erkend werd.

## Territoriale indeling

Indeling van Nieuw-Spanje in 1819

Aanvankelijk was Nieuw-Spanje verdeeld in provincies, doorgaans met de naam van Spaanse regio's aangezien Spanje van de kolonie een kopie van het moederland wilde maken. Aan het eind van de achttiende eeuw bestonden de volgende provincies: Coahuila, Florida, Las Californias (Alta California en Baja California samen), Mexico, Nieuw-Biskaje, Nieuw-Galicië, Nieuw-León, Nieuw-Santander, Tejas en Sonora en Sinaloa. Buiten dit systeem viel Tlaxcala, dat tijdens de verovering Cortés had gesteund en daardoor een speciale, meer autonome status had. Overkoepelend boven deze provincies stonden de audiencia's, die zowel bestuur als rechtspraak regelden. De eerste audiencia werd gesticht in 1527 in Mexico-Stad, en in de loop van de tijd werden ook in Guadalajara (1549), Guatemala-Stad (1570) en Manilla (1583) audiencias gesticht. Ook de audiencia van Santo Domingo, die al voor de Spaanse verovering van Mexico was gesticht, viel onder Nieuw-Spanje. Hiernaast bestonden er twee kapiteins-generaliteiten (Capitanías General), Yucatán en Guatemala, waarvan de laatste geheel Centraal-Amerika omvatte. Deze twee gebieden stonden in de praktijk nauwelijks onder invloed van het koloniale bestuur uit Mexico-Stad.
In het kader van de Bourbonhervormingen aan het eind van de 18e eeuw werd dit systeem overhoopgegooid. In 1777 werd het noordelijke deel van Nieuw-Spanje gehergroepeerd. Om indringen van Rusland, Frankrijk en Engeland tegen te gaan werden hier de interne provinciën (provincias internas) gevormd, die onder directer Spaans bestuur kwamen en de kenmerken hadden van een militair grensgebied. De interne provinciën werden onderverdeeld in een oostelijke groep, waaronder Coahuila, Tejas, Nieuw-León en Nieuw-Santander en in een westelijke groep, die bestond uit Sonora en Sinaloa, Nieuw-Biskaje, Nieuw-Mexico en Californië, dat in 1804 werd gesplitst in Opper-Californië en Neder-Californië. Guatemala, Santo Domingo en Manilla kwam zo goed als los van Nieuw-Spanje te staan. De rest werd ingedeeld in twaalf intendencias, te weten Arizpe, Durango, Guadalajara, Guanaxuato (sic!), Mérida, Mexico, Oaxaca, Puebla, San Luis Potosí, Valladolid, Vera Cruz en Zacatecas. Deze intendencias vormen grofweg de voorgangers van de huidige staten van Mexico.

## Gevolgen van de Spaanse overheersing
Het vicekoninkrijk was de basis voor het raciale en culturele mozaïek in Spaans-Amerika. Nahua, Maya, Zapoteken, Mixteken en andere inheemse volkeren vermengden zich met Spanjaarden, terwijl ook zwarte slaven uit Afrika hun bijdrage leverden aan de bevolking. Hierdoor is er een veelheid aan etnische mengelingen ontstaan, waaronder mestiezen, mulatten en zambo's.
De Spaanse aanwezigheid in Amerika is ook nu nog een controversieel onderwerp, met name door de vernietiging van de inheemse culturen. Het Spaanse bewind zorgde voor een gestratificeerde samenleving gebaseerd op raciale verschillen, waar zwarten en indianen werden behandeld als slaven. De macht was volledig in handen van de peninsulares, Europese Spanjaarden, die de macht niet wilden delen met creolen (criollos, Amerikaanse Spanjaarden), laat staan met mestiezen of indianen. Ook na de onafhankelijkheid veranderde dit maar weinig, hoewel de peninsulares plaatsmaakten voor de criollos. Pas in het eind van de 19e eeuw konden ook personen met een niet-blanke achtergrond hoge functies bekleden, en in 1858 werd de Zapoteek Benito Juárez de eerste inheemse president. Pas sinds de Mexicaanse Revolutie in het begin van de 20e eeuw heeft Mexico zijn identiteit als mestieze natie echt geaccepteerd, maar veel indianen voelen zich nog altijd niet vertegenwoordigd door de Mexicaanse staat. Pas sinds de 20e eeuw is er een serieuze antropologische, archeologische en historische inspanning begonnen om de culturele en historische elementen van de indiaanse beschavingen op te sporen, te behouden of vast te leggen.
Aragón · Catalonië · Napels · Navarra · Nieuw-Granada · Nieuw-Spanje · Peru · Portugal · Río de la Plata · Sardinië · Sicilië · Valencia